# Evolució territorial de Mèxic

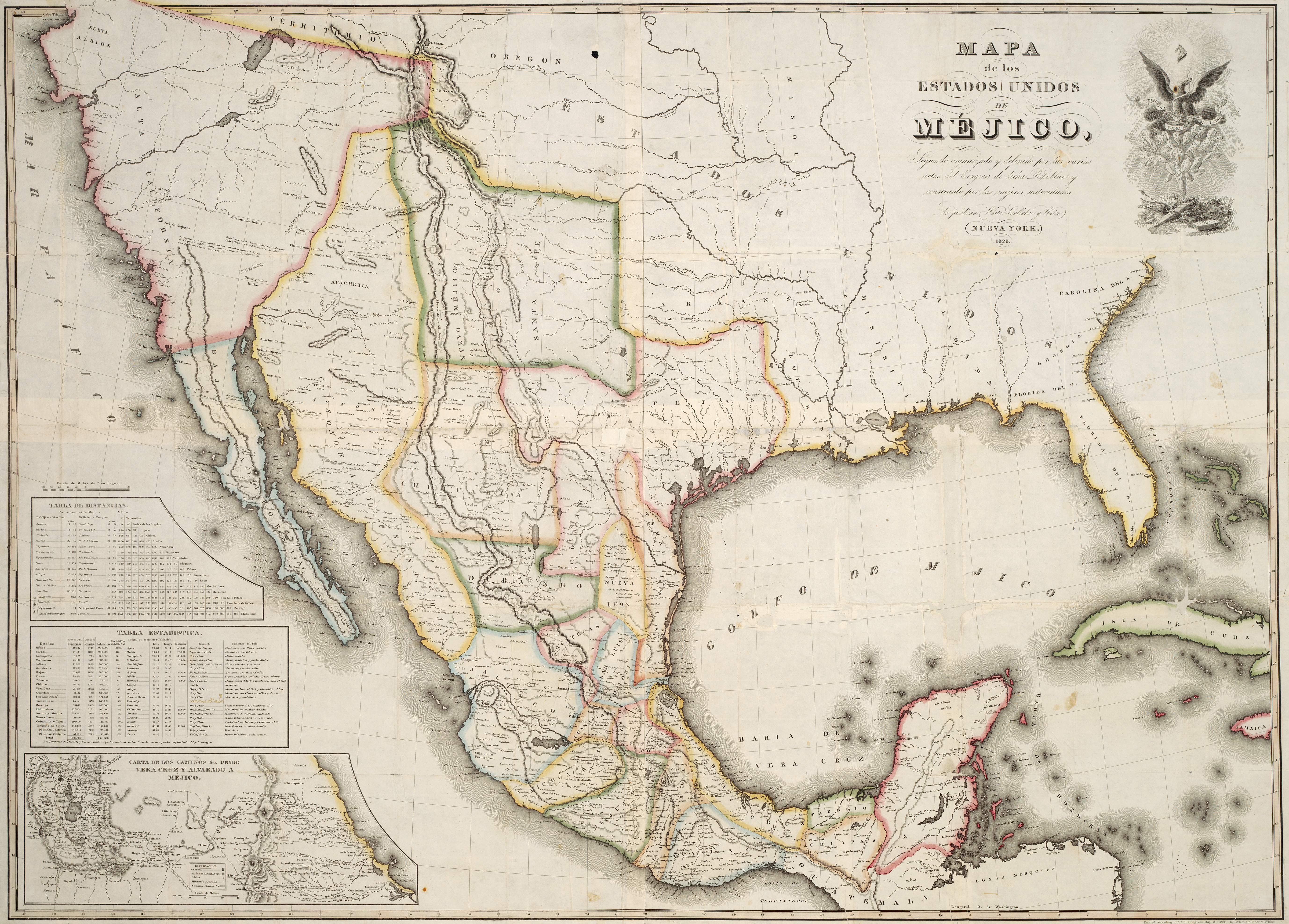
Mapa de Mèxic, 1828

En aquesta entrada s'introduirà el tema de l'evolució territorial de Mèxic al llarg de la seva història com a país independent. El trastorn territorial limítrof de Mèxic va ser afectat per diversos decrets presidencials i imperials, des de la Llei de Bases per a la convocatòria al congrés constituent fins a l'acta constitutiva de la federació, que van determinar l'extensió territorial nacional com a resultat de la integració de les jurisdiccions que van correspondre en el seu moment a la Nova Espanya, la capitania general de Yucatán i Guatemala i els Regnes autònoms d'Orient i Occident, i que, al seu torn, establix la independència d'Espanya.

## Organitzacions territorials

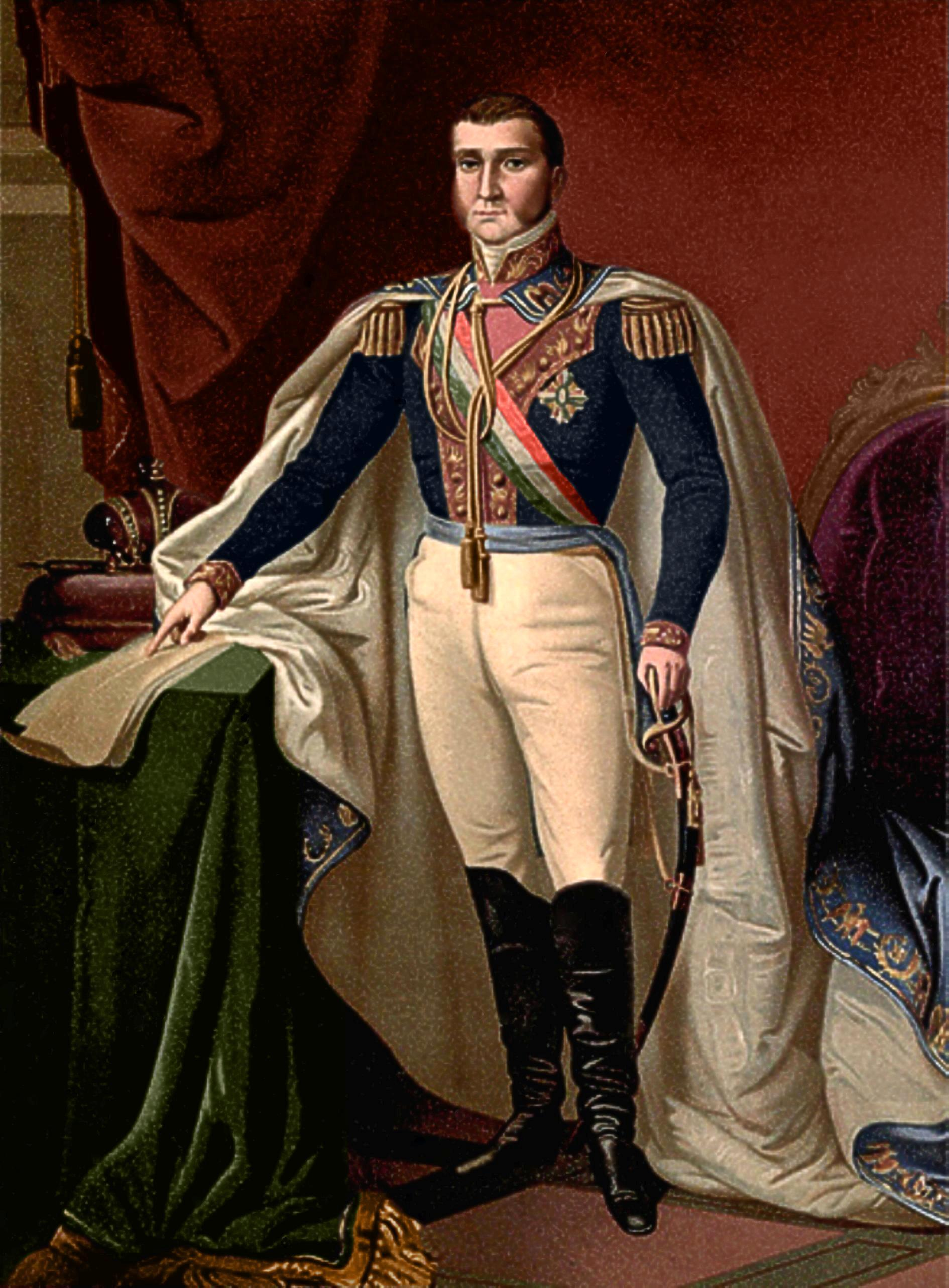
Agustín Cosme Damián de Iturbide y Arámburu, Primer Emperador de Mèxic, General de l'Exèrcit Reialista i President de la Regència.

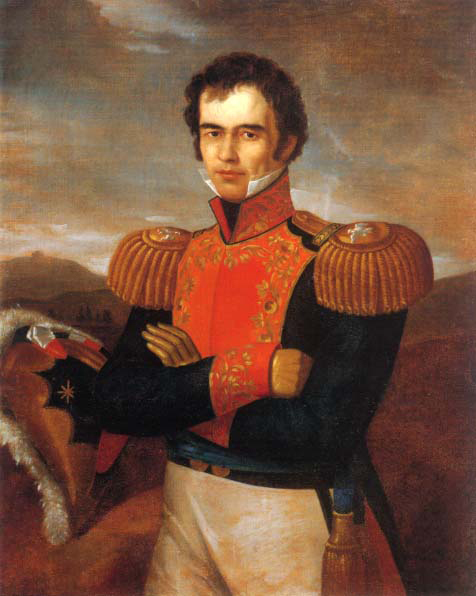
José Miguel Ramón Adaucto Fernández y Félix, Primer President de Mèxic.

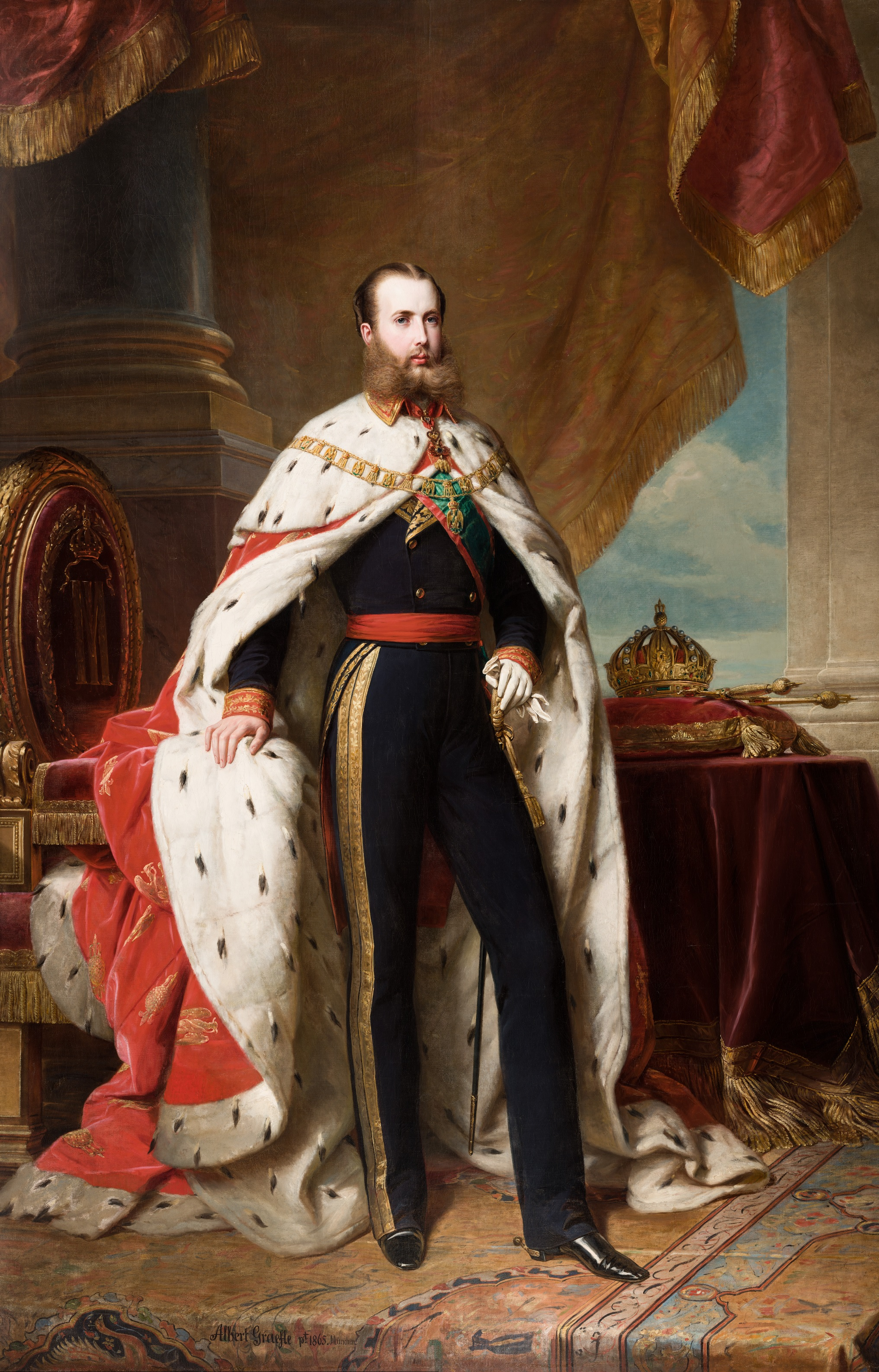
Maximilià I de Mèxic, Últim Emperador de Mèxic. Durant el Segon Imperi Mexicà, l'emperador va realitzar Una nova divisió del Territori Nacional.

### Intendències
A la ciutat de Còrdoba, va ser l'escenari en el qual el màxim cap de les forces independentistes trigarantes, Agustín de Iturbide, i l'últim virrei que acabava d'arribar d'Espanya, Juan O'Donojú, es van trobar per fer el que cap altre havia fet abans en el territori: signar la independència de la colònia. Establix la independència per sempre d'Espanya. Sota el govern d'Agustín de Iturbide, és quan Mèxic va tenir la seva major extensió territorial, ja que els territoris de la Capitania General de Guatemala s'annexionaren a l'Imperi. L'imperi mexicà va disposar que s'havia de mantenir el sistema creat per la real ordenança d'intendents que dividia el territori de la Nova Espanya en 12 intendències, 3 governs i 2 províncies internes.

### Estats i territoris
L'acta constitutiva de la federació determina l'extensió territorial nacional com a la resultant de la integració de les jurisdiccions que van correspondre en el seu moment a la Nova Espanya, la Capitania General de Yucatán i les Províncies internes d'Orient i Occident. També establix la independència per sempre d'Espanya, ratifica el principi de sobirania popular, confirma la pertinença perpètua de l'Estat a la religió catòlica, apostòlica i romana, adopta un règim de govern en forma de república representativa popular i federal, reconeix la sobirania dels Estats que conformen la unió federal, divideix el poder suprem de la federació en legislatiu, executiu i federal, així com divideix en tres poders els govern dels Estats federats, crea un poder legislatiu dividit en dos càmeres, la de senadors i la de diputats, consolida el principi d'igualtat de les persones davant la llei i, per acabar, integra també els drets fonamentals de les persones i del ciutadà, tals com la llibertat de creença, d'escriure i publicar idees.

### Departaments
En el govern d'Antonio López de Santa Anna es ratifiquen les Set Lleis per decret presidencial. Aquestes lleis van ser una sèrie de seqüències constitucionals que van alterar l'estructura de la república mexicana a principis del segle xix. Les lleis van ser promogudes pel president de Mèxic i promulgades pel president interí de Mèxic, José Justo Corro, el 30 de desembre de 1836. Aquestes mesures d'enfocament central van ocasionar la declaració de la independència de Texas, Yucatán i altres entitats sense haver estat formades per aquestes polítiques, i que, encara que tinguin tendència conservadora, les lleis van preveure la divisió de poders. És en aquests territois en què els estats federals serien departaments amb governadors i legisladors electes pel president de Mèxic.

### Departaments Imperials
Durant la instauració del Segon Imperi Mexicà, l'emperador Maximilià I de Mèxic va realitzar una nova divisió del territori nacional de Mèxic ajudat per Manuel Orozco y Berra, per la qual el país de Mèxic quedava dividit en 50 departaments imperials pels seus límits naturals. Cada departament tenia una extensió superficial a la seva configuració territorial, clima i elements de producció equitatius al nombre d'habitants, pels quals es va tenir en compte els elements geogràfics per a la delimitació de les jurisdiccions territorials i per al futur desenvolupament de les noves demarcacions. D'aquesta manera, va assolí una millor influència comercial entre les entitats. Maximilià va ser contactat per primera ocasió pels conservadors mexicans, els quals buscaven un príncep europeu per ocupar la corona del Segon Imperi Mexicà que estaven planejant amb el suport de França i de l'Església catòlica. L'emperador va decidir acceptar l'oferta, no sense abans renunciar a tots els seus títols a fi d'evitar qualsevol ingerència del seu germà en les polítiques del seu futur govern.

### Estats Federats
A l'última organització territorial per la Constitució Política dels Estats Units Mexicans de 1917, la constitució vigent, que va néixer a partir dels ideals de la Revolució Mexicana, compta amb 31 estats federats i un districte federal.

## Evolució territorial

Divisió política de Mèxic 1821.| Tractat de Còrdova       | | Adquisicions (1821-1822) |
Divisió política de Mèxic 1823.
Divisió política de Mèxic 1824.
Divisió política de Mèxic 1836.
Divisió política de Mèxic 1836-1845.| Territori va proclamar la seva independència       | | Territori reclamat per la República de Texas       | | Territori reclamat per la República del Rio Grande | | Revoltes                                           |
Divisió política de Mèxic 1865.

| - 27/09 - 1821, És decretat la Regència Mexicà. - 27/09 - 1821, S'erigeix la Intendència de Las Californias. - 27/09 - 1821, S'erigeix la Intendència de Nuevo México. - 27/09 - 1821, S'erigeix la Intendència de Texas. - 27/09 - 1821, S'erigeix la Intendència de Nueva Vizcaya. - 27/09 - 1821, S'erigeix la Intendència de Coahuila. - 27/09 - 1821, S'erigeix la Intendència de Nuevo Reino de León. - 27/09 - 1821, S'erigeix la Intendència de Nuevo Santander. - 27/09 - 1821, S'erigeix la Intendència de Sonora. - 27/09 - 1821, S'erigeix la Intendència de Zacatecas. - 27/09 - 1821, S'erigeix la Intendència de San Luis Potosí. - 27/09 - 1821, S'erigeix la Intendència de Guanajuato. - 27/09 - 1821, S'erigeix la Intendència de México. - 27/09 - 1821, S'erigeix la Intendència de Puebla. - 27/09 - 1821, S'erigeix la Intendència de Mérida de Yucatán. - 27/09 - 1821, S'erigeix la Intendència de Querétaro. - 27/09 - 1821, S'erigeix la Intendència de Guadalajara. - 27/09 - 1821, S'erigeix la Intendència de Valladolid. - 27/09 - 1821, S'erigeix la Intendència d'Oaxaca. - 27/09 - 1821, S'erigeix la Intendència de Veracruz. - 29/10 - 1821, S'erigeix la Intendència de Guatemala - 29/10 - 1821, S'erigeix la Intendència d'Hondures. - 29/10 - 1821, S'erigeix la Intendència d'El Salvador. - 29/10 - 1821, S'erigeix la Intendència de Nicaragua. - 29/10 - 1821, S'erigeix la Intendència de Costa Rica. - 11/04 - 1822, És decretat la Segona Regència Mexicà. - 19/05 - 1822, És decretat el Primer Imperi Mexicà. - 02/01 - 1822, S'annexen les Intendències d'Amèrica Central com Regne de Guatemala. | - 31/01 - 1824, És decretat la República Federal. - 03/02 - 1824, S'erigeix l'Estat de Coahuila i Texas. - 31/01 - 1824, S'erigeix l'Estat de Guanajuato. - 31/01 - 1824, S'erigeix l'Estat de Jalisco. - 31/01 - 1824, S'erigeix l'Estat de Michoacán. - 31/01 - 1824, S'erigeix l'Estat de Tamaulipas. - 31/01 - 1824, S'erigeix l'Estat de Veracruz. - 03/02 - 1824, S'erigeix l'Estat de Coahuila i Texas. - 18/03 - 1824, S'erigeix l'Estat de Puebla. - 26/04 - 1824, S'erigeix l'Estat de San Luis Potosí. - 07/05 - 1824, S'erigeix l'Estat de Nuevo León. - 01/06 - 1824, S'erigeix l'Estat d'Oaxaca. - 06/07 - 1824, S'erigeix l'Estat de Chihuahua. - 12/09 - 1824, S'erigeix l'Estat d'Occidente. - 14/09 - 1824, S'erigeix l'Estat de Chiapas de la província de Chiapas. - 04/10 - 1824, Se segrega la Intendència de Guatemala. - 04/10 - 1824, Se segrega la Intendència d'El Salvador. - 04/10 - 1824, segrega la Intendència d'Hondures. - 04/10 - 1824, segrega la Intendència de Nicaragua. - 04/10 - 1824, segrega la Intendència de Costa Rica. - 04/10 - 1824, S'erigeix l'Estat de Durango de l'Estat de Chihuahua. - 04/10 - 1824, S'erigeix l'Estat de Mèxic. - 04/10 - 1824, S'erigeix l'Estat de Querétaro. - 04/10 - 1824, S'erigeix l'Estat de Tabasco. - 04/10 - 1824, S'erigeix l'Estat de Yucatán. - 04/10 - 1824, S'erigeix l'Estat de Zacatecas. - 04/10 - 1824, Se segrega el Territori de Colima de l'Estat de Jalisco. - 04/10 - 1824, Se segrega el Territori de Baixa Califòrnia de Las Californias. - 04/10 - 1824, Se segrega el Territori d'Alta Califòrnia de Las Californias. - 18/11 - 1824, Se segrega el Districte Federal dl'Estat de Mèxic. - 24/11 - 1824, Se segrega el Territori de Tlaxcala de l'Estat de Puebla. |

| - 14/10 - 1830, S'erigeix l'Estat de Sinaloa de l'Estat d'Occident. - 14/10 - 1830, S'erigeix l'Estat de Sonora de l'Estat d'Occident. - 28/01 - 1835, Separatisme de l'Estat de Zacatecas. - 11/05 - 1835, Es reincorpora l'Estat de Zacatecas. - 23/05 - 1835, Se segrega el Territori d'Aguascalientes de l'Estat de Zacatecas. - 23/05 - 1835, Territoris i Estats adquireixen categoria de Departaments. - 19/04 - 1837, És decretada la primera República Central. - 02/03 - 1836, Separatisme de l'Estat de Texas. - 02/03 - 1836, S'erigeix l'Estat de Coahuila. - 02/03 - 1836, S'erigeix la República de Texas. - 30/12 - 1836, S'annexa el Territori de Colima al Departament de Michoacán. - 30/12 - 1836, S'instituïx com Departament d'Aguascalientes. - 30/12 - 1836, S'instituïx com Departament de Puebla. - 30/12 - 1836, S'instituïx com Departament de San Luis Potosí. - 30/12 - 1836, S'instituïx com Departament de Califòrnia. - 30/12 - 1836, S'instituïx com Departament de Chiapas. - 30/12 - 1836, S'instituïx com Departament de Coahuila i Texas. - 30/12 - 1836, S'instituïx com Departament de Durango. - 30/12 - 1836, S'instituïx com Departament de Guanajuato. - 30/12 - 1836, S'instituïx com Departament de Mèxic. - 30/12 - 1836, S'instituïx com Departament de Michoacán. - 30/12 - 1836, S'instituïx com Departament de Nou Mèxic. - 30/12 - 1836, S'instituïx com Departament de Queretaro. - 30/12 - 1836, S'instituïx com Departament de Sonora. - 30/12 - 1836, S'instituïx com Departament de Tabasco. - 30/12 - 1836, S'instituïx com Departament de Tamaulipas. - 30/12 - 1836, S'instituïx com Departament de Veracruz. - 30/12 - 1836, S'instituïx com Departament de Jalisco. - 30/12 - 1836, S'instituïx com Departament de Zacatecas. - 30/12 - 1836, S'instituïx com Departament de Yucatán. - 30/12 - 1836, S'instituïx com Departament de Chiapas. - 30/12 - 1836, S'instituïx com Departament de Nuevo León. - 30/12 - 1836, S'instituïx com Departament d'Oaxaca. | - 01/02 - 1839, Es dissol la Federació de Centreamèrica. - 17/01 - 1840, S'uneixen els Estats de Coahuila, Nuevo León i Tamaulipas. - 17/01 - 1840, S'erigeix la República del Río Grande. - 06/05 - 1840, Se segrega Hondures Britànica de Guatemala. - 06/11 - 1840, Es dissol la República del Río Grande. - 06/11 - 1840, Es restableix l'Estat de Coahuila. - 06/11 - 1840, Es restableix l'Estat de Nuevo León. - 06/11 - 1840, Es restableix l'Estat de Tamaulipas. - 13/02 - 1841, 1° separatisme de l'Estat de Tabasco. - 03/09 - 1841, S'annexa el partit de Huimanguillo a l'Estat de Tabasco. - 14/11 - 1841, Es reverteix l'annexió del Huimanguillo. - 14/11 - 1841, Es reincorpora l'Estat de Tabasco. - 16/03 - 1841, 1° Separatisme de l'Estat de Yucatán. - 16/03 - 1841, S'erigeix la República de Yucatán. - 10/10 - 1841, Es decreta 1° Dictadura. - 11/09 - 1842, La regió Soconusco s'annexa a l'Estat mexicà de Chiapas. - 04/06 - 1843, Es decreta 2° República Central Mexicà. - 05/12 - 1843, Es dissol la República de Yucatán. - 05/12 - 1843, Es reincorpora l'Estat de Yucatán. - 29/12 - 1845, S'annexa la República de Texas als Estats Units. - 06/08 - 1846, Es decreta 2° República Federal Mexicà. - 02/11 - 1846, 2° separatisme de l'Estat de Yucatán. - 19/11 - 1846, 2° separatisme de l'Estat de Tabasco. - 28/12 - 1846, Es reincorpora l'Estat de Tabasco. - 02/02 - 1848, Estats Units pren com a seva la zona que va des de Riu Bravo fins a Riu Nueces. - 17/08 - 1848, Es dissol la República de Yucatán. - 17/08 - 1848, Es reincorpora l'Estat de Yucatán. - 20/05 - 1848, Es perd el Territori d'Alta Califòrnia. - 20/05 - 1848, Es perd el Territori de Nou Mexico. |

| - 27/10 - 1849, Se segrega l'Estat de Guerrero de Mèxic, Michoacán i Puebla. - 08/02 - 1853, Es decreta 2° Dictadura. - 01/12 - 1853, El districte de Tuxpan s'annexa a l'Estat de Veracruz. - 20/06 - 1854, Es perden 339,370 hectàrees per La Mesilla. - 19/02 - 1856, S'annexa l'Estat de Coahuila a l'Estat de Nuevo León. - 09/12 - 1856, S'erigeix l'Estat de Tlaxcala. - 05/02 - 1857, S'erigeix l'Estat d'Aguascalientes. - 05/02 - 1858, S'erigeix l'Estat de Colima. - 18/05 - 1858, Se segrega l'Estat de Campeche de l'Estat de Yucatán. - 04/02 - 1861, S'erigeixen els Estats Confederats d'Amèrica. - 21/07 - 1863, Es decreta 3° Regència. - 10/04 - 1864, Es decreta 2° Imperi. - 03/03 - 1865, S'adquireix la divisió territorial del Segon Imperi Mexicà. - 03/03 - 1865, S'instituïxen els Departaments Imperials. - 12/05 - 1865, Es dissolen Els Estats Confederats d'Amèrica. | - 01/12 - 1867, Es decreta 3° República Federal. - 15/05 - 1867, Es dissol la divisió territorial de l'Imperi Mexicà. - 24/02 - 1868, Se segrega l'Estat de Coahuila de l'Estat de Nuevo León. - 18/11 - 1868, Es restaura l'Estat de Coahuila. - 16/01 - 1869, Se segrega l'Estat de Hidalgo de l'Estat de Mèxic. - 16/04 - 1869, Se segrega l'Estat de Morelos de l'Estat de Mèxic. - 12/12 - 1884, S'erigeix el Territori de Nayarit de l'Estat de Jalisco. - 24/11 - 1902, S'erigeix el Territori de Quintana Roo de l'Estat de Yucatán. - 07/02 - 1931, Se segrega el territori Nord de Baixa Califòrnia de Baixa Califòrnia. - 07/02 - 1931, Se segrega el territori Sud de Baixa Califòrnia de Baixa Califòrnia. - 01/12 - 1884, Es decreta 3° Dictadura. - 21/05 - 1911, Revolució Mexicana. - 26/01 - 1917, S'erigeix l'Estat de Nayarit. - 01/06 - 1920, Es decreta 1° República Constitucional. - 21/11 - 1952, S'erigeix l'Estat de Baixa Califòrnia del territori Nord de Baixa Califòrnia. - 08/10 - 1974, S'erigeix l'Estat de Baixa Califòrnia Sud del territori Sud de Baixa Califòrnia. - 08/10 - 1974, S'erigeix l'Estat de Quintana Roo de l'Estat de Yucatán. - 21/09 - 1981, S'erigeix Belize de la Hondures Britànica. |

## Nova Espanya a Mèxic

Mapa del Virregnat de Nova Espanya l'any 1819, després del Tractat d'Adams-Onis

La divisió territorial del Virregnat de Nova Espanya que va ser atorgat al Mèxic independent.
| Governacions           | Províncies majors                                      | Administració actual |
| Regne de Mèxic         | Valladolid Mèxic Tlaxcala Puebla de los Ángeles Oaxaca | San Luis Potosí Michoacán Guanajuato Veracruz Querétaro de Arteaga Hidalgo Mèxic Tlaxcala Estat de Morelos Estat de Puebla Guerrero Oaxaca Ciutat de Mèxic |
| Regne de Yucatán       | Mérida Campeche Tabasco                                | Yucatán Quintana Roo Campeche Estat de Tabasco |
| Nuevo Reyno de León    | Nuevo León                                             | Nuevo León |
| Nuevo Reino de Galícia | San José de Nayarit Xalisco Colima Los Zacatecas       | Nayarit Jalisco Estat de Colima Aguascalientes Zacatecas                                                                                                   |
| Regne de Guatemala     | Guatemala El Salvador Hondures Nicaragua Costa Rica    | Chiapas Belize Guatemala El Salvador Hondures Nicaragua Costa Rica                                                                                         |
| Califòrnies            | Nova Califòrnia Vella Califòrnia                       | Baixa Califòrnia Baixa Califòrnia Sud Califòrnia Nevada Arizona Utah                                                                                       |
| Santa Fe               | Nou Mèxic                                              | Nou Mèxic Texas Colorado |
| Nova Navarra           | Cinaloa Sonora                                         | Sonora Sinaloa |
| Nova Biscaia           | Chihuahua Guadiana                                     | Chihuahua Durango |
| Nova Extremadura       | Coahuila                                               | Coahuila |
| Nova Filipines         | Texas                                                  | Texas |
| Nou Santander          | Tamaulipas                                             | Tamaulipas |